# Saison 1971-1972 des FAR de Rabat
Pour un article plus général, voir Association sportive des FAR (football).
Maillots
Chronologie
Saison précédente Saison suivante
La saison 1971-1972 des FAR de Rabat est la quatorzième de l'histoire du club. Cette saison débute alors que les militaires avaient terminé seconds en championnat de la saison dernière. Le club est par ailleurs engagé en coupe du Trône.
Finalement, les FAR de Rabat sont éliminés en seizièmes de finale de la coupe du Trône et se placent quatrième en championnat.
Le bilan en championnat des FAR de Rabat s'est terminé favorable car sur 30 matchs joués, ils en gagnent 11, en perdent 7 et cèdent 12 nuls pour 31 buts marqués et 22 encaissés.

## Contexte et résumé de la saison passée des FAR de Rabat
Durant la saison dernière, les FAR de Rabat se classent second en championnat avec au total plus de 68 points avec 13 victoires, 12 nuls et 5 défaites. Tandis qu'en coupe du Trône les FAR de Rabat remportent leur premier match dans le cadre des seizièmes de finale face à une équipe dont on ne connait pas le nom par manque d'informations. Ensuite dans le cadre des huitièmes de finale, les FAR affrontent le Raja d'Agadir, et remportent haut la main la rencontre sur un score de deux buts à zéro. Puis pour le compte des quarts de finale, les FAR affrontent l'étoile de Casablanca où les FAR réussissent à se hisser en demi-finale grâce à une victoire sur un petit score d'un but à zéro. Après cette qualification, les FAR affrontent le Raja de Beni Mellal où après un nul sur le score d'un but partout, les FAR éliminent le Raja de Beni Mellal en battant celui-ci aux tirs au but. Pour les FAR, cette qualification pour la finale étaient la seconde qu'allaient disputer les FAR. Celle-ci l'opposa au Maghreb de Fès. La rencontre s'est terminé par des tirs au but après un nul de 1-1. Le vainqueur fut finalement les FAR qui remportent ainsi leur seconde coupe du Trône.
Au bilan lors de la saison dernières les FAR de Rabat se placent second en championnat et remportent la coupe du Trône de football.

## Saison
Lors de cette saison, l'Association Sportive des Forces Armées Royales participera au championnat du Maroc et à la Coupe du Trône de football. Il participera donc qu'à deux compétitions.

### Championnat
Le championnat du Maroc de football 1971-1972 est la 16e édition du championnat du Maroc de football. Elle oppose seize clubs regroupées au sein d'une poule unique où les équipes se rencontrent deux fois, à domicile et à l'extérieur. Deux clubs sont relégués en fin de saison.

#### Composition du championnat
Avec la relégation du TAS de Casablanca du Moghreb de Tétouan et avec la promotion du Hassania d'Agadir et du Youssoufia Club de Rabat. Les FAR se trouve donc lors de cette saison en compagnie de quinze équipes que sont :
Le F.U.S. : le Fath Union Sport de Rabat.
Le K.A.C.M. : le Kawkab Athlétique Club de Marrakech.
Le W.A.C. : le Wydad Athletic Club.
Le M.C.O. : le Mouloudia Club d'Oujda.
Le R.C.A. : le Raja Club Athletic.
Le D.H.J.: le Difaâ Hassani d'El Jadida.
Le R.A.C : le Racing Athletic de Casablanca.
Le H.U.S.A. : le Hassania Union Sport d'Agadir.
Le K.A.C. : le Kénitra Athlétic Club.
Le Y.C.R. : le Youssoufia Club de Rabat.
Le M.A.S. : le Maghreb Association Sportive.
La R.S.S. : la Renaissance Sportive de Settat.
Le R.B.M. : le Raja de Beni Mellal.
L'U.S.K. : l'Union de Sidi Kacem.
et le S.C.C.M. : le Chabab Mohammédia.
Cette saison représente donc la quatorzième année de football de l'histoire des FAR de Rabat, il s'agit surtout de sa douzième en première division. On peut signaler aussi la présence du FUS de Rabat et du Youssoufia Club de Rabat qui sont des clubs basée dans la ville de Rabat. Il y a donc dans ce championnat seulement trois équipes basée dans la ville de Rabat. Tandis qu'il y a le même nombre de clubs qui représente la ville de Casablanca lors de cette saison.

#### Classement final
Durant cette saison le championnat du Maroc était composée au total de 16 équipes dont trois étaient basé dans la ville de Rabat et le même nombre dans la ville de Casablanca. Le système de point durant cette saison est de trois points pour une victoire, deux pour un nul et un pour une défaite. Et lors de cette saison deux clubs seront relégués pour pouvoir jouer la saison prochaine un championnat composée du même nombre d'équipes.
|     | Club                               | Points | Joués | Victoires | Nuls | Défaites | Buts + | Buts - |
| --- | ---------------------------------- | ------ | ----- | --------- | ---- | -------- | ------ | ------ |
| 1.  | Association des Douanes Marocaines | 69     | 30    | 12        | 15   | 3        | 34     | 21     |
| 2.  | Wydad de Casablanca                | 68     | 30    | 13        | 12   | 5        | 39     | 26     |
| 3.  | Maghreb de Fès                     | 66     | 30    | 10        | 16   | 4        | 21     | 13     |
| 4.  | FAR de Rabat                       | 64     | 30    | 11        | 12   | 7        | 31     | 22     |
| 5.  | Difaâ d'El Jadida                  | 64     | 30    | 12        | 10   | 8        | 39     | 30     |
| 6.  | Renaissance de Settat              | 62     | 30    | 12        | 8    | 10       | 34     | 29     |
| 7.  | KAC de Kénitra                     | 62     | 30    | 10        | 12   | 8        | 26     | 31     |
| 8.  | Mouloudia d'Oujda                  | 60     | 10    | 10        | 10   | 34       | 37     |        |
| 9.  | FUS de Rabat                       | 59     | 30    | 9         | 11   | 10       | 28     | 27     |
| 10. | Raja de Casablanca                 | 58     | 30    | 8         | 12   | 10       | 36     | 41     |
| 11. | Chabab Mohammédia                  | 56     | 30    | 7         | 12   | 11       | 24     | 27     |
| 12. | Raja de Beni Mellal                | 55     | 30    | 7         | 11   | 12       | 33     | 40     |
| 13. | Union Sidi Kacem                   | 55     | 30    | 8         | 9    | 13       | 32     | 41     |
| 14. | Youssoufia de Rabat                | 54     | 30    | 8         | 8    | 14       | 17     | 34     |
| 15. | Hassania d'Agadir                  | 54     | 30    | 7         | 10   | 13       | 24     | 38     |
| 16. | Kawkab de Marrakech                | 54     | 30    | 7         | 10   | 13       | 14     | 29     |

Finalement, c'est l'Association des Douanes Marocaines qui remporte le championnat avec au total 68 points soit 12 victoires, 15 nuls et seulement 3 défaites, en ayant deux points d'avance sur son dauphin qu'est le Wydad de Casablanca. Les clubs relégués en seconde division lors de cette saison sont deux clubs du sud marocain soit le Hassania d'Agadir et le Kawkab de Marrakech. Les clubs promus en première division sont le TAS de Casablanca et l'Ittihad Khémisset.

### Coupe du Trône
La saison 1971-1972 de la coupe du Trône de football est la seizième édition de la compétition. Ayant comme champion les FAR de Rabat lors de l'édition précédente, cette compétition est la seconde plus importante du pays. Étant une équipe de première division, les FAR débutent cette compétition en seizièmes de finale.

## Bilan
Au bilan durant cette saisons, les FAR de Rabat se placent quatrième en championnat avec au total plus de 68 points soit 11 victoires, 12 nuls et 7 défaites. Son parcours en coupe du Trône a commencé en seizièmes de finale puisque ceux-ci sont en première division. Le résultat pour les seizièmes de finale est inconnu et on ne sais pas qui il a affronté également mais le plus important fut que les FAR se sont fait éliminer de cette compétition en seizièmes de finale.